# 吕号第五百一潜艇
吕号第五百一潜艇是日本海军的一艘潛艇。

## 概要
吕号第五百一潜舰原是德国海军IX级潜艇U-1224號，此舰于1943年10月20日竣工，之后希特勒希望日本量产此型潜艇，用来在印度洋等海域破坏通商，将U-1224号潜艇无偿赠与日本。但在引渡之后日本舰政本部认为因为技术方面的原因，日本无法生产。
1944年2月15日，加入日本海军舰籍，同年3月10日从基尔驶往日本。航行途中的5月13日，在佛得角西北方被美国海军巴克利级护航驱逐舰佛朗西斯·M·罗宾森号击沉。

## 历代舰长
- 乗田貞敏少佐：1944年2月15日[2]-1944年8月26日战死，同日晋升为中佐[3]。